# Сан-Роберту

Сан-Роберту на карте штата.

Сан-Роберту (порт. São Roberto) — муниципалитет в Бразилии, входит в штат Мараньян. Составная часть мезорегиона Центр штата Мараньян. Входит в экономико-статистический микрорегион Медиу-Меарин. Население составляет 5957 человек на 2010 год. Занимает площадь 227,463 км². Плотность населения — 26,19 чел./км².

## Демография
Согласно сведениям, собранным в ходе переписи 2010 г. Национальным институтом географии и статистики (IBGE), население муниципалитета составляет:
| Полное население                               | Полное население                               | Полное население                               | Полное население                               | 5957  |
| ---------------------------------------------- | ---------------------------------------------- | ---------------------------------------------- | ---------------------------------------------- | ----- |
| в том числе:                                   | Городское население                            | 2845                                           | Процент городского населения, %                | 47,76 |
|                                                | Сельское население                             | 3112                                           | Процент сельского населения, %                 | 52,24 |
|                                                | Мужское население                              | 3091                                           | Процент мужского населения, %                  | 51,89 |
|                                                | Женское население                              | 2866                                           | Процент женского населения, %                  | 48,11 |
| Плотность населения, чел/км²                   | Плотность населения, чел/км²                   | Плотность населения, чел/км²                   | Плотность населения, чел/км²                   | 26,19 |
| Население муниципалитета в % к населению штата | Население муниципалитета в % к населению штата | Население муниципалитета в % к населению штата | Население муниципалитета в % к населению штата | 0,09  |

По данным оценки 2016 года, население муниципалитета составляет 6529 жителей.

## Статистика
- Валовой внутренний продукт на 2003 год составляет 6 676 648,00 реалов (данные: Бразильский институт географии и статистики).
- Валовой внутренний продукт на душу населения на 2003 год составляет 1487,67 реалов (данные: Бразильский институт географии и статистики).
- Индекс развития человеческого потенциала на 2000 год составляет 0,502 (данные: Программа развития ООН).